# Петър Пупле
Петър Атанасов Пупле, още известен като Пепи Пупле е югославски партизанин и деец на комунистическата съпротива във Вардарска Македония в годините на Втората световна война.

## Биография
Роден е на 29 април 1922 година в град Лерин, Гърция. Влиза в ЮКП и СКМЮ. През лятото на 1942 година влиза в редиците на НОВМ и ПОМ. Партизанин е в Битолския народоосвободителен партизански отряд „Яне Сандански“. Убит е на 23 април 1943 от немски войници близо до Лерин.